# Mat Robinson
Mat Robinson (* 20. Juni 1986 in Calgary, Alberta) ist ein ehemaliger kanadischer Eishockeyspieler, der im Verlauf seiner aktiven Karriere zwischen 2005 und 2022 unter anderem über 550 Spiele für Dinamo Riga, den HK Dynamo Moskau, HK ZSKA Moskau und SKA Sankt Petersburg in der Kontinentalen Hockey-Liga (KHL) auf der Position des Verteidigers bestritten hat.

## Karriere
Robinson begann seine Karriere in der Saison 2003/04 bei den Calgary Royals in der kanadischen Juniorenliga Alberta Junior Hockey League. Zwischen 2005 und 2009 spielte er für die Universitätsmannschaft der University of Alaska Anchorage in der Western Collegiate Hockey Association, welche in den Spielbetrieb der National Collegiate Athletic Association eingegliedert ist. Nach einem kurzen Engagement bei den Las Vegas Wranglers absolvierte der Kanadier die Saison 2009/10 größtenteils bei den Elmira Jackals in der ECHL, stand aber auch in fünf Einsätzen für die Binghamton Senators in der American Hockey League auf dem Eis.
Im Sommer 2010 entschied sich Robinson für einen Wechsel nach Europa und unterschrieb einen Vertrag bei den Sparta Warriors in der norwegischen GET-ligaen. Nachdem der Verteidiger dort die Meisterschaft gewonnen und mit 14 Toren sowie 29 Vorlagen seine bisher punktbeste Profisaison gespielt hatte, wurde er zur Saison 2011/12 von Timrå IK aus der schwedischen Elitserien verpflichtet. Im Sommer 2013 wechselte der Rechtsschütze zum lettischen Klub Dinamo Riga in die Kontinentalen Hockey-Liga, ehe er sich zur Saison 2014/15 dem Ligakonkurrenten HK Dynamo Moskau anschloss.
Bei Dynamo spielte Robinson insgesamt drei Spielzeiten, ehe er im Sommer 2017 zum Stadtrivalen HK ZSKA Moskau wechselte. Mit der Mannschaft gewann der Kanadier im Jahr 2019 den Gagarin-Pokal. Zur Saison 2021/22 wechselte Robinson erneut innerhalb der Liga zum SKA Sankt Petersburg, wo er eine Saison bis zum Sommer 2022 verblieb und anschließend seine aktive Karriere beendete.

### International
Im Rahmen der Olympischen Winterspiele 2018 gab Robinson sein Debüt für die kanadische Nationalmannschaft und gewann mit dem Team, das ohne Spieler aus der National Hockey League antrat, die Bronzemedaille. Vier Jahre später spielte der Verteidiger auch bei den Olympischen Winterspielen 2022 in der chinesischen Hauptstadt Peking.

## Erfolge und Auszeichnungen
| - 2004 AJHL South All-Rookie Team - 2009 WCHA All-Academic Team - 2011 Norwegischer Meister mit den Sparta Warriors - 2011 GET-ligaen All-Star-Team - 2015 KHL-Verteidiger des Monats September - 2016 Teilnahme am KHL All-Star Game - 2016 KHL-Verteidiger des Monats Januar | - 2016 KHL-Verteidiger des Monats September - 2017 Teilnahme am KHL All-Star Game - 2019 Teilnahme am KHL All-Star Game - 2019 KHL-Verteidiger des Monats März - 2019 KHL-Verteidiger des Monats April - 2019 Gagarin-Pokal-Gewinn und Russischer Meister mit dem HK ZSKA Moskau - 2020 Teilnahme am KHL All-Star Game - 2021 KHL First All-Star Team |

### International
- 2018 Bronzemedaille bei den Olympischen Winterspielen

## Karrierestatistik

### International
Vertrat Kanada bei:
- Olympischen Winterspielen 2018
- Olympischen Winterspielen 2022

(Legende zur Spielerstatistik: Sp oder GP = absolvierte Spiele; T oder G = erzielte Tore; V oder A = erzielte Assists; Pkt oder Pts = erzielte Scorerpunkte; SM oder PIM = erhaltene Strafminuten; +/− = Plus/Minus-Bilanz; PP = erzielte Überzahltore; SH = erzielte Unterzahltore; GW = erzielte Siegtore; 1 Play-downs/Relegation; Kursiv: Statistik nicht vollständig)